# Watophilus errans
Watophilus errans är en mångfotingart som beskrevs av Chamberlin 1912. Watophilus errans ingår i släktet Watophilus och familjen storjordkrypare. Inga underarter finns listade i Catalogue of Life.